# Виден (Германия)
Виден (нем. Wieden) — коммуна (Gemeinde) в Германии, в земле Баден-Вюртемберг.
Подчиняется административному округу Фрайбург. Входит в состав района Лёррах. Население составляет 564 человека (на 31 декабря 2010 года). Занимает площадь 12,25 км².